# Adam Reich
Adam Andrzej Reich (ur. 22 grudnia 1977) – polski dermatolog i wenerolog, profesor nauk medycznych. Rektor Uniwersytetu Rzeszowskiego od 1 września 2024.

## Życiorys

### Edukacja (1996–2006)
W latach 1996–2002 odbył studia lekarskie na Akademii Medycznej im. Piastów Śląskich we Wrocławiu, które ukończył z wyróżnieniem. W styczniu 2006 obronił na tej samej uczelni rozprawę doktorską w zakresie nauk medycznych pt. „Wybrane neuropeptydy w osoczu chorych na łuszczycę”. Promotorem pracy był Jacek Szepietowski, a recenzentem Ryszard Żaba.

### Pracownik Uniwersytetu Medycznego we Wrocławiu (2007–2017)
W latach 2007–2017 pracował w Katedrze i Klinice Dermatologii, Wenerologii i Alergologii Uniwersytetu Medycznego im. Piastów Śląskich we Wrocławiu, zajmując kolejno stanowiska asystenta, adiunkta i profesora nadzwyczajnego. Stopień doktora habilitowanego nauk medycznych uzyskał na Wydziale Lekarskim Kształcenia Podyplomowego wrocławskiej Akademii Medycznej w 2011 na podstawie pracy „Wpływ wąskozakresowego promieniowania ultrafioletowego B (311 nm) na ultrastrukturę i funkcję keratynocytów”, wyróżnionej przez Ewę Kopacz nagrodą Ministra Zdrowia.

### Pracownik Uniwersytetu Rzeszowskiego (2017–)
W 2017 otrzymał tytuł profesora nauk medycznych. W tym samym roku został zatrudniony w Uniwersytecie Rzeszowskim (UR), gdzie objął stanowisko kierownika Zakładu i Kliniki Dermatologii Uniwersyteckiego Szpitala Klinicznego im. Fryderyka Chopina w Rzeszowie. Po reorganizacji struktury UR w 2019 został dyrektorem Instytutu Nauk Medycznych przy Kolegium Nauk Medycznych. Założył w Rzeszowie pierwszą w Polsce poradnię diagnostyki i leczenia świądu.

### Wybór na rektora Uniwersytetu Rzeszowskiego (2024)
13 lutego 2024 zgłosił swoją kandydaturę na rektora UR, stając do rywalizacji z reprezentującym kontynuację dotychczasowej polityki zarządzania uczelnią prorektorem Kolegium Nauk Humanistycznych Pawłem Gratą. Otrzymał poparcie kierownictwa Kolegium Nauk Medycznych i byłego rektora UR Tadeusza Lulka. W kampanii wyborczej wysunął projekt wypromowania UR do rangi międzynarodowego ośrodka akademickiego. Odwołał się także do protestu grupy 380 niezrzeszonych w związkach zawodowych pracowników naukowo-dydaktycznych i administracyjnych z wyższym wykształceniem złożonego do rektora Sylwestra Czopka w styczniu 2024 przeciwko podniesieniu pensji minimalnej dla pracowników technicznych i pracowników obsługi do poziomu ich własnych wynagrodzeń, którego sygnatariusze zwrócili uwagę na „pogłębiające się dysproporcje płac w sektorze firm i w budżetówce” – obiecał pozyskanie dodatkowych funduszy dla uczelni, której sytuację finansową ocenił jako „trudną” i stwierdził, że do jej misji należy gwarantowanie pracownikom z wyższym wykształceniem i długim stażem pracy podwyższonych zarobków. 
16 kwietnia 2024 został wybrany rektorem na kadencję 2024–2028 głosami 83 ze 149 (55,7%) elektorów. W programie ogłoszonym na tydzień przed wyborami zapowiedział likwidację nowej struktury kolegialnej, wprowadzonej za rządów poprzednika, i przywrócenie wydziałów pod hasłem autonomii mniejszych jednostek, a jednocześnie intensyfikację współpracy uczelni z biznesem, przemysłem i instytucjami rządowymi. Postulował rozbudowę infrastruktury, usprawnienie administracji, zwiększenie starań o zewnętrzne środki finansowe i „uelastycznienie struktury badawczej poprzez tworzenie centrów i zespołów badawczych”. Za priorytet uznana została budowa planowanego Szpitala Uniwersyteckiego w Świlczy, który rektor-elekt określił „inwestycją strategiczną” m.in. w kontekście trwającej wojny rosyjsko-ukraińskiej. Reich odrzucił zgłoszoną jednomyślnie przez Kolegium Nauk Humanistycznych kandydaturę Graty na prorektora w swoim zespole, powołując się na brak poparcia z jego strony dla swojego programu, a także wskazując na nieprawidłowość przy zamknięciu w 2023 prowadzonego przez Gratę przewodu doktorskiego, o której zawiadomił urzędującego rektora Czopka dzień po wyborach.

### Rektor Uniwersytetu Rzeszowskiego (2024–)
Z dniem 1 września rozpoczęła się kadencja rektorska przez Adama Reicha.

## Działalność w stowarzyszeniach fachowych
Jest długoletnim członkiem Polskiego Towarzystwa Dermatologicznego, w którego 24-osobowym Zarządzie Głównym zasiadał w latach 2008–2023, pełniąc funkcję sekretarza w okresie sprawowania kierownictwa przez Lidię Rudnicką (2016–2023). Uruchomił Oddział Podkarpacki PTD, którego jest przewodniczącym. W 2017 był przewodniczącym Forum Młodych PTD, przy którym był wcześniej w 2011 członkiem komitetu naukowego. Z jego inicjatywy w 2017 utworzona została rola przedstawiciela rezydentów w Zarządzie Głównym PTD, którą sprawowała w latach 2017–2023 dr Justyna Szczęch z Rzeszowa. Z funkcji sekretarza zrezygnował po przegranych z Jackiem Szepietowskim w 2023 wyborach na przewodniczącego PTD.
Członek międzynarodowych towarzystw naukowych, w tym Europejskiej Akademii Dermatologii i Wenerologii (EADV), gdzie pełni funkcję wiceprzewodniczącego Jednostki Organizacyjnej ds. Świądu (EADV Task Force Pruritus), członek Europejskiego Stowarzyszenia Dermatologii i Psychiatrii (European Society for Dermatology and Psychiatry), Europejskiego Stowarzyszenia Badań Dermatologicznych (European Society for Dermatological Research), Międzynarodowego Stowarzyszenia Dermatologicznego (International Society of Dermatology) i Międzynarodowego Forum Badań nad Świądem (International Forum for the Study of Itch). Od 2023 członek zespołu ekspertów ds. opiniowania jednostek organizacyjnych ubiegających się o akredytację do prowadzenia szkolenia specjalizacyjnego i staży kierunkowych w dziedzinie dermatologii i wenerologii oraz członek zespołu koordynacyjnego ds. leczenia biologicznego łuszczycy plackowatej.
W listopadzie 2023 Austriackie Towarzystwo Dermatologiczne (Österreichische Gesellschaft für Dermatologie und Venerologie) nadało mu status członka-korespondenta w uznaniu jego zasług dla dermatologii.

## Dorobek naukowy
Jest autorem lub współautorem ponad 450 prac naukowych, w tym podręczników i monografii. Jest założycielem i redaktorem głównym czasopisma „Forum Dermatologicum”, a także redaktorem działu w czasopismach „Archives of Medical Sciences”, „Biomed Research International”, „Dermatology and Therapy”, czy „Journal of the European Academy of Dermatology and Venereology”. Jest także redaktorem naukowym dwóch polskich przekładów kompendiów fachowych wydawnictwa Elsevier z dziedziny dermatologii (2010, 2022).
Był promotorem ośmiu prac doktorskich, w tym co najmniej czterech obronionych na wrocławskim Uniwersytecie Medycznym.
Do jego głównych zainteresowań naukowych należą choroby tkanki łącznej, choroby skóry okresu ciąży, łuszczyca, onkologia dermatologiczna, psychodermatologia oraz patogeneza i obraz kliniczny świądu.

## Życie prywatne
Z żoną Magdaleną, lekarką pediatrą, ma trzech synów.

## Odznaczenia i nagrody
Laureat m.in. stypendium im. Ottona Brauna-Falco (2006), nagrody im. prof. Feliksa Wąsika za najlepszą pracę w dziedzinie onkologii dermatologicznej (2007), nagrody im. prof. Zdzisława Ruszczaka w kategorii „działalność naukowa” (2011) i stypendium dla wybitnych młodych naukowców (2012).

## Publikacje
- Jacek Szepietowski, Adam Reich (red.), Leczenie chorób skóry i chorób przenoszonych drogą płciową, wyd. II, Warszawa: Wydawnictwo Lekarskie PZWL, 2008, ISBN 978-83-200-3435-6. Brak numerów stron w książce
- Jacek Szepietowski, Adam Reich (red.), Dermatologia – co nowego?, t. 1, Wrocław: Cornetis, 2009, ISBN 978-83-61415-08-4. Brak numerów stron w książce
- Jacek Szepietowski, Adam Reich, Świąd. Patomechanizm, klinika, leczenie, Poznań: Termedia, 2010, ISBN 978-83-62138-06-7. Brak numerów stron w książce
- Jacek Szepietowski i inni, Psychodermatologia, Wrocław: Akademia Medyczna im. Piastów Śląskich we Wrocławiu, 2012, ISBN 978-83-7055-453-8. Brak numerów stron w książce
- Joanna Maj, Adam Reich (red.), Dermatologia w przypadkach, Poznań: Termedia, 2017, ISBN 978-83-7988-209-0. Brak numerów stron w książce
- Adam Reich, Monika Heisig, Justyna Szczęch, Dermatozy ciężarnych, Warszawa: Wydawnictwo Lekarskie PZWL, 2018, ISBN 978-83-200-5527-6. Brak numerów stron w książce
- Adam Reich (red.), Choroby autozapalne i autoimmunizacyjne skóry, Poznań: Termedia, 2020, ISBN 978-83-7988-355-4. Brak numerów stron w książce
- Adam Reich, Ewelina Mazur, Joanna Maj, Metotreksat w dermatologii, wyd. II, Poznań: Wydawnictwo Lekarskie PZWL, 2024, ISBN 978-83-01-23580-2. Brak numerów stron w książce